# Micranurophorus valdelatensis
Micranurophorus valdelatensis is een springstaartensoort uit de familie van de Isotomidae. De wetenschappelijke naam van de soort is voor het eerst geldig gepubliceerd in 1996 door Simon, Lucianez & Ruiz.